# Akazienfaser
Akazienfasern sind Fasern, die aus dem getrockneten Milchsaft der Akazie hergestellt werden. Chemisch handelt es sich dabei um Arabinogalactan. Akazienfasern, die kein eigenes Aroma aufweisen, werden in der Lebensmittelindustrie als Füll- und Bindestoff, sowie in Getränken oder Lebensmitteln als Ballaststoff genutzt. In der veganen und vegetarischen Ernährung kann es als Ersatzstoff zu tierischen Bindemitteln genutzt werden. Außerdem wird es im Reformhaus-Bereich als Nahrungsergänzungsmittel verkauft.
In klinischen Tests wurde eine bifidogene Wirkung nachgewiesen.

## Herstellung
Bei der Herstellung von Akazienfasern wird der in der Sahelzone und Australien beheimatete Baum durch einen Schnitt oder eine Bohrung angezapft. Der dabei austretende Milchsaft wird aufgefangen, gereinigt, getrocknet und zermahlen.